# Agathodonta meteorae
Agathodonta meteorae là một loài ốc biển, là động vật thân mềm chân bụng sống ở biển thuộc họ Chilodontidae.